# 松尾裕美
 松尾裕美（日语：マツオヒロミ，1980年12月4日—），日本漫畫家、插畫家，現居於岡山縣。

## 經歷
島根縣松江市出身，1999年時住在神戸。大學畢業後，曾做過設計師，2010年開始擔任職業插畫家，以古典風格見長，喜歡和服與近代建築。
2016年出版第一本漫畫《百貨店華爾滋》即大受好評，翌年本作獲選為第20屆日本新媒體動漫藝術節審查委員推薦作品。

## 画集
- 百货店华尔兹 （実業之日本社、2016年1月）ISBN 978-4-408-41433-1
  - 2018年 中青雄狮出品 中国青年出版社出版 ISBN 978-7-5153-5113-1
- 浮世绘梦 ILLUSTRATION MAKING & VISUAL BOOK マツオヒロミ（翔泳社、2016年8月）ISBN 978-4-7981-4516-7 描き下ろし2作品、スケッチブック、インタビューなど収録。
  - 2018年 中青雄狮出品 中国青年出版社出版 ISBN 978-7-5153-5048-6
- 輪舞曲（実業之日本社、2022年12月）ISBN 978-4-408-64073-0
  - 2023年9月 瑞昇文化出版 ISBN 978-986-401-655-6
  - 2024年8月 天闻角川出品 湖南美术出版社出版 ISBN 978-7-5746-0367-7
- 万华镜之庭（万華鏡の庭）（玄光社、2023年3月）ISBN 978-4768317310
  - 2023年9月 瑞昇文化出版 ISBN 978-986-401-657-0
  - 2024年7月 天闻角川出品 四川美术出版社有限公司出版 ISBN 978-7-5740-1109-0
- 银猫街（ベル・リュエル 1er 銀ねこ通り）（実業之日本社、2023年11月、ISBN 978-4408641065）
  - 中信出版社 ISBN 978-7-5217-7314-9